# Савдянское сельское поселение
Савдянское се́льское поселе́ние — муниципальное образование в Заветинском районе Ростовской области Российской Федерации.
Административный центр — хутор Савдя.

## Состав сельского поселения
| № | Населённый пункт | Тип населённого пункта        | Население |
| - | ---------------- | ----------------------------- | --------- |
| 1 | Колесов          | хутор                         | 88        |
| 2 | Мамонкин         | хутор                         | ↘62       |
| 3 | Савдя            | хутор, административный центр | 1018      |
| 4 | Терновая Балка   | посёлок                       | 58        |

## Население
| 2010  | 2012  | 2013  | 2014  | 2015  | 2016  | 2017  |
| ----- | ----- | ----- | ----- | ----- | ----- | ----- |
| 1226  | ↘1221 | ↗1226 | ↘1216 | ↘1199 | ↘1190 | →1190 |
| 2018  | 2019  | 2020  | 2021  |       |       |       |
| ↗1200 | ↗1209 | ↘1204 | ↘1197 |       |       |       |